# Euchromius ernatus
Euchromius ernatus là một loài bướm đêm trong họ Crambidae.